# Царево Село
45°23′ пн. ш. 15°32′ сх. д. / 45.39° пн. ш. 15.53° сх. д.
Царево Село (хорв. Carevo Selo) — населений пункт у Хорватії, в Карловацькій жупанії у складі громади Барилович.

## Населення
Населення за даними перепису 2011 року становило 29 осіб.
Динаміка чисельності населення поселення: